# Liste der Monuments historiques in Signy-Signets
Die Liste der Monuments historiques in Signy-Signets führt die Monuments historiques in der französischen Gemeinde Signy-Signets auf.

## Liste der Objekte
| Bezeichnung                                           | Beschreibung                                                                                           | Standort                                                                             | Kennzeichnung | Schutzstatus | Datum      | Bild |
| ----------------------------------------------------- | --- | ------------------------------------------------------------------------------------ | ------------- | ------------ | ---------- | ---- |
| Zwei Statuen: heilige Margareta und heiliger St. Éloi | Steinstatuen aus dem 16. Jahrhundert. Im Jahr 1992 von der Werkstatt Le Sciapode restauriert.          | Zwei Nischen in der Nähe des Altars, in der Kirche Notre-Dame de l’Assomption (Lage) | PM77001679    | Classé       | 1908-12-05 |      |
| Schmiedeeisernes Gitter                               | 18. Jahrhundert, schwarz lackiert mit einigen vergoldeten Elementen versehen.                          | in der Kirche Notre-Dame de l’Assomption am Eingang zum Kirchenschiff (Lage)         | PM77001680    | Classé       | 1976-03-15 |      |
| Weihrauchfass                                         | Versilbertes Weihrauchfass aus dem 19. Jahrhundert mit Aufhängeketten an kleinen geschmiedeten Ringen. | in der Kirche Notre-Dame de l’Assomption (Lage)                                      | PM77004510    | Inscrit      | 1985-03-19 |      |